# Re-T.R.I.P.
re-T.R.I.P. – album zespołu O.N.A., wydany 28 maja 1999 roku. Zawiera remiksy utworów z albumu T.R.I.P..
Album uzyskał status złotej płyty.

## Lista utworów
| Nr  | Tytuł utworu                       | Remix      | Długość |
| --- | ---------------------------------- | ---------- | ------- |
| 1.  | „Czarna myśl”                      | Jarogniew  | 5:27    |
| 2.  | „Nie chcę nigdy – Babcia”          | KMFDM      | 5:30    |
| 3.  | „Nienawidzę – Coptic Rain Mix”     | Laibach    | 3:53    |
| 4.  | „To naprawdę już koniec”           | April Nine | 4:46    |
| 5.  | „Najtrudniej”                      | Jarogniew  | 5:59    |
| 6.  | „Nie chcę nigdy – Babcia”          | KMFDM      | 5:30    |
| 7.  | „Znalazłam”                        | Jarogniew  | 4:39    |
| 8.  | „To naprawdę już koniec”           | Bonar      | 4:27    |
| 9.  | „Kwaśna przygoda”                  | Bonar      | 2:55    |
| 10. | „Kiedy powiem sobie dość (akust.)” |            | 3:45    |
|     |                                    |            | 46:51   |

## Twórcy
- Agnieszka Chylińska – śpiew
- Zbyszek Kraszewski – perkusja
- Grzegorz Skawiński – gitary, chórki
- Waldemar Tkaczyk – gitara basowa
- Wojciech Horny – instrumenty klawiszowe
- Roman Wojciechowski – producent muzyczny